# GodWeenSatan Live
GodWeenSatan Live är det amerikanska rockbandet Weens sjunde livealbum, släppt den 18 november 2016. Ween framför hela deras debutalbum, GodWeenSatan: The Oneness (1990), på albumet. Konserten spelades in den 14 september 2001. Konserten blev nästan inte av på grund av terroristattackerna, som hade skett tre dagar innan.
AllMusic kritikern Stephen Thomas Erlewine gav albumet 4 av 5 i betyg.

## Låtlista
Alla låtar skrevs av Ween.
CD ett
1. "You Fucked Up" - 1:37
2. "Tick" - 1:53
3. "I'm in the Mood to Move" - 1:16
4. "I Gots a Weasel" - 1:22
5. "Fat Lenny" - 2:07
6. "Cold and Wet" - 1:12
7. "Bumblebee" - 1:19
8. "Don't Laugh (I Love You)" - 2:49
9. "Never Squeal" - 2:25
10. "Up on the Hill" - 1:56
11. "Wayne's Pet Youngin'" - 1:41
12. "Nicole" - 9:20
13. "Common Bitch" - 1:46
14. "El Camino" - 2:17
15. "Old Queen Cole" - 1:34

CD två
1. "Nan" - 2:55
2. "Licking the Palm for Guava" - 1:07
3. "Mushroom Festival in Hell" - 2:35
4. "L.M.L.Y.P." - 8:48
5. "Papa Zit" - 1:15
6. "Old Man Thunder" - 0:23
7. "Birthday Boy" - 3:31
8. "Blackjack" - 4:36
9. "Squelch the Weasel" - 3:11
10. "Marble Tulip Juicy Tree" - 5:24
11. "Puffy Cloud" - 2:40